# Arnaud-Guilhem
Arnaud-Guilhem is een gemeente in het Franse departement Haute-Garonne (regio Occitanie) en telt 167 inwoners (1999). De plaats maakt deel uit van het arrondissement Saint-Gaudens.

## Geografie
De oppervlakte van Arnaud-Guilhem bedraagt 7,6 km², de bevolkingsdichtheid is 22,0 inwoners per km².
De onderstaande kaart toont de ligging van Arnaud-Guilhem met de belangrijkste infrastructuur en aangrenzende gemeenten.

## Demografie
Onderstaande figuur toont het verloop van het inwonertal (bron: INSEE-tellingen).